# Axel e Eigil Axgil
Axel Axgil, nato Aksel Johannes Lundhal Madsen (3 aprile 1915 – 29 ottobre 2011), e Eigil Axgil, nato Ejgil Eskildsen (24 aprile 1922 – 22 settembre 1995), danesi, sono stati la prima coppia gay al mondo a sottoscrivere una unione civile grazie alla legge n. 372 approvata in Danimarca il 7 giugno 1989, grazie anche alla loro pluridecennale battaglia per la sua approvazione.

## La cerimonia
La cerimonia, tenutasi domenica 1º ottobre 1989 a Copenaghen, vide undici coppie omosessuali registrare la loro unione.
Le prime sei persone, tutte militanti del Landsforeningen for bøsser og lesbiske erano: Eigil Axgil (67 anni) e Axel Axgil (74 anni), il pastore luterano Ivan Larsen e lo psicologo Ove Carlsen (entrambi quarantaduenni), Jan Lyllof (45) e Joek Volkman (27).
Con la cerimonia i due coronavano, dopo quarant'anni di fidanzamento, il sogno di una vita.
La relazione della famiglia Axgil è durata 6 anni, fino alla morte di Eigil.

## Militanza gay
Gli Axgil avevano cambiato cognome del 1957, scegliendone uno formato dalla combinazione dei loro nomi di nascita, Axgil, appunto, per sfida alla polizia dopo una condanna al carcere (di un anno e un anno e mezzo) per la loro militanza gay. La polizia aveva infatti intimato ai due di non frequentarsi più dopo avere scontato la pena.
La carriera di militante per i diritti civili di Axel Axgil incominciò nel 1948 quando, esattamente un giorno dopo il suo coming out, fu licenziato. Successivamente gli fu revocato il contratto d'affitto ed ebbe ulteriori altri problemi.

Il 23 giugno 1948 Axel fondò il primo gruppo gay militante danese, uno dei primi a nascere nel dopoguerra in Europa, il Forbundet af 1948 che oggi, con il nome di Landsforeningen for bøsser og lesbiske, è uno dei più longevi gruppi gay del mondo.

Agli Axgil si deve la fondazione anche dell'associazione omofila norvegese DNF-48.

Il Forbundet pubblicava anche un periodico omosessuale, "Vennen". La condanna al carcere agli Axgil derivò proprio dalla pubblicazione di foto maschili che, come si legge nella sentenza, "anche se non oscene, possono essere ritenute una speculazione commerciale con un intento sensuale".

## Citazioni
Eigil Axgil, prima della cerimonia di unione, ha dichiarato: